# Tour de Abu Dhabi
El Tour de Abu Dhabi (oficialmente Abu Dhabi Tour) fue una vuelta por etapas profesional de ciclismo en ruta que se disputaba en los Emiratos Árabes Unidos ininterrumpidamente desde 2015 (4 ediciones) hasta el año 2018. Se disputaba a finales de febrero (sus dos primeras ediciones en octubre). Estuvo organizada por RCS Sport, compañía que organiza, entre otras, el Giro de Italia.
Inicialmente la carrera formó parte del UCI Asia Tour en la categoría 2.1. En el año 2016 pasó a la categoría 2.HC (máxima categoría de los circuitos continentales). En 2017 la carrera pasó a formar parte del calendario UCI WorldTour hasta su desaparición.
Después de varios años exitosos como el Tour de Abu Dhabi, el Consejo de Deportes de Abu Dhabi en asociación con RCS Sport se propuso que a partir del año 2019 se fusionara con el Tour de Dubai para realizar una única carrera en el país emiratí. La fusión de ambas supondría la creación de una sola carrera que tendría por nombre UAE Tour con inicio en Abu Dhabi y finalización en Dubái manteniendo la categoría UCI WorldTour.

## Palmarés
| Año  | Ganador            | Segundo         | Tercero            |
| ---- | ------------------ | --------------- | ------------------ |
| 2015 | Esteban Chaves     | Fabio Aru       | Wout Poels         |
| 2016 | Tanel Kangert      | Nicolas Roche   | Diego Ulissi       |
| 2017 | Rui Alberto Costa  | Ilnur Zakarin   | Tom Dumoulin       |
| 2018 | Alejandro Valverde | Wilco Kelderman | Miguel Ángel López |

## Otras clasificaciones
| Año |
| --- |

## Palmarés por países
| País     | Victorias |
| -------- | --------- |
| Colombia | 1         |
| Estonia  | 1         |
| Portugal | 1         |
| España   | 1         |